# Adidas Brazuca

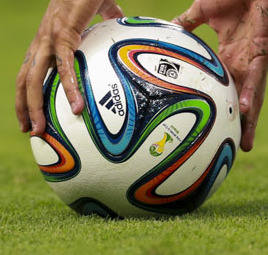
Brazuca в матче

Adidas Braza — модель футбольного мяча, созданная компанией Adidas к чемпионату мира по футболу 2014 года, который проходил в Бразилии.

## Название
Название мяча было объявлено 2 сентября 2012 года. Оно выбрано в ходе голосования, в котором участвовало более миллиона бразильцев. Всего на выбор было предложено три названия: Brazuca (77,8 % голосов), Carnavalesca (14,6 % голосов) и Bossa Nova (7,6 % голосов). Это первый случай в истории, когда название мяча для чемпионата мира по футболу выбрали сами фанаты.
Словом brazuca бразильцы называют самих себя (бразильцев). Это неформальное, доброжелательное и позитивное выражение с некоторой долей патриотизма.

## Конструкция
Adidas продолжил экспериментировать с необычными формами футбольных мячей. Первенец, Teamgeist, получился не лучший. Более поздний Jabulani подвергся разгромной критике. К Tango 12 подобной критики не было, однако покрой всё равно был сложным.
Внутреннее устройство близко к Adidas Tango 12: камера из натурального каучука, затем многослойный наполнитель из ткани и синтетической пены. Основная разница между моделями в покрышке.
Покрой мяча — сильно искривлённый куб. Другими словами, в нём всего 6 плоских деталей, 12 швов и 8 точек сочленения — но швы идут не по рёбрам куба, а по сложной кривой. Это должно обеспечить надлежащую аэродинамику (то, чего не хватало Jabulani и было исправлено в Tango 12) и непревзойдённо круглую форму. Фактура поверхности больше напоминает Finale 13 (мяч Лиги Чемпионов).
Турнирный мяч должен стоить около 160 $ (реплики и мини-мячи, естественно, дешевле).
Производит мячи давний партнёр Adidas, компания Forward Sports (г. Сиялкот, Пакистан). В рекламных целях (пакистанцы известны эксплуатацией детского труда) решили производить мячи в Китае, но китайцы не смогли произвести столько мячей, чтобы удовлетворить весь спрос.

## Модели мяча
- Brazuca Official Match Ball
- Brazuca Match Ball Replica
- Brazuca Match Ball Replica Top Repliquea
- Brazuca Match Ball Replica Top Glider
- Brazuca Match Ball Replica Mini